# Polyandrocarpa glandulosa
Polyandrocarpa glandulosa is een zakpijpensoort uit de familie van de Styelidae. De wetenschappelijke naam van de soort is voor het eerst geldig gepubliceerd in 1987 door Monniot.